# Operação Leva-Jato
Operação Leva-Jato é um filme pornográfico brasileiro feito pela produtora Brasileirinhas, considerada a maior produtora de filmes pornográficos do Brasil. Foi lançado em 12 de maio de 2016 e tem em seu elenco, entre outros atores e a atrizes, a Britney Bitch. O filme faz alusão à Operação Lava Jato da Polícia Federal, que é a maior investigação de corrupção da história do país. O filme foi lançado em meio a todos os seus escândalos. É a primeira produção das Brasileirinhas em resolução 4K, resolução superior a Full HD.
O filme foi mencionado pelo comediante Danilo Gentili no programa The Noite do SBT, onde fez uma comparação com o cenário político atual brasileiro.

## Sinopse
Os atores do filme interpretam deputados, senadores, empreiteiros, assessoras, operadores (as) de propina, corruptores, corrompidos, agenciadoras de encontros e semelhantes envolvidos no escândalo. O filme referencia fatos que ocorreram durante a Lava Jato, como o caso do assessor do senador José Guimarães (PT-CE), que foi encontrado com dólares na cueca. Vários dos nomes dos personagens são codinomes de políticos envolvidos com a construtora Odebrecht.

## Histórico
De acordo com Clayton Nunes, dono da Brasileirinhas, a ideia surgiu após ele ficar vidrado vendo os desdobramentos políticos no país e ter maratonado House of Cards na Netflix. Nunes afirma que criou o filme pois “[e]spero que este filme faça até quem não goste de política pensar: ‘Caramba, se fizeram até filme pornô com isto acho que realmente é preciso saber direito o que está acontecendo’. Sinto que o brasileiro precisa ser mais politizado”.
Até então, a Brasileirinhas evitava fazer filmes pornográficos com tema de política, se focando principalmente em hits do sertanejo e funk e blockbusters do cinema. O filme foi lançado no mesmo dia em que Michel Temer tornou-se presidente e virou um sucesso, alcançando 180 mil visualizações por dia durante seu lançamento.

## Elenco

### Diretor
- Gil Bendazon

### Atores
- Falcon
- Big Macky
- Loupan

### Atrizes
- Aline Rios
- Isabella Martins
- Britney Bitch
- Pamela Pantera[15]